# Князев, Сергей Геннадьевич
Сергей Геннадьевич Князев (род. 22 октября 1976 года, Свердловск-44, РСФСР, СССР) — русский пауэрлифтер, заслуженный мастер спорта России.

## Биография
Сергей Князев родился 22 октября 1976 года в закрытом городе Свердловске-44 (ныне — город Новоуральск Свердловской области).
Спортсмен специализировался в жиме лёжа, тренировался у В. Г. Коркодинова.
В 2003 году стал чемпионом Европы по жиму лёжа. В 2004 году повторил успех. В 2005 году к золоту чемпионата Европы добавил серебро чемпионата мира. На чемпионате мира 2006 года довольствовался бронзой. В 2007, 2008, 2009 и 2011 годах становится чемпионом России.
В 2012 году становится чемпионом России и вице-чемпионом мира.
В 2013 году Сергей становится чемпионом России, чемпионом мира.
В 2014 году побеждает на чемпионате России и чемпионате мира.
2015 год приносит Князеву золото чемпионата России и серебро мирового чемпионата.
Вне помоста — инженер-энергетик ОАО «УЭХК».